# Кугалук
Кугалук (на английски: Kugaluk River) е река в северозападната част на Канада, Северозападните канадски територии, вливаща се в залива Ливърпул на море Бофорт, Северен ледовит океан. Дължината ѝ от над 300 km ѝ отрежда 118-о място сред реките на Канада.
Река Кугалук изтича от безименно езеро, разположено на 67°40′45″ с. ш. 130°45′31″ з. д. / 67.679167° с. ш. 130.758611° з. д. и около 200 м н.в., на около 23 km северно от река Маккензи. Първите 50-60 km тече на север, а след това на запад, като преминава през няколко малки безименни езера, след което завива право на север и след около 260-270 km се влива в южната част на залива Ливърпул на море Бофорт, Северен ледовит океан.
Малко преди устието ѝ отляво в нея се влива най-големият ѝ приток река Минер.
Максималният отток е през юни-юли, а минималният – през февруари-март. Подхранването на реката е предимно снегово. От октомври до май реката е скована от ледена покривка.